# Filip av Frankrike, ärkediakon av Paris
Filip av Frankrike, född 1132, död 1160, var en fransk prins.
Han var ärkediakon av Paris 1155-1160. 